# Hubert Cremer

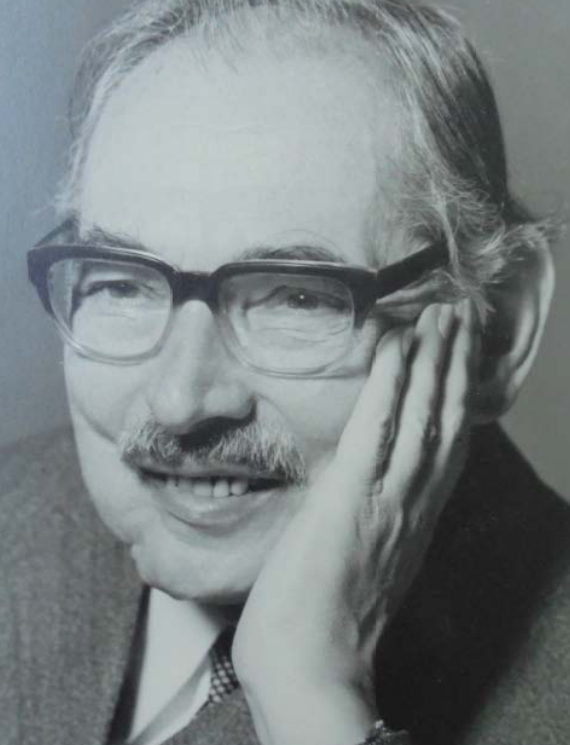
Hubert Cremer

Hubert Cremer (* 27. Dezember 1897 in München; † 26. Februar 1983 in Merzhausen) war ein deutscher Mathematiker. Cremer war von 1949 bis 1966 ordentlicher Professor für Mathematik am Lehrstuhl C für Mathematik und Großrechenanlagen an der RWTH Aachen und Autor mehrerer Bücher.

## Leben
Hubert Cremer, Sohn der Physiologieprofessors Max Cremer, war der Bruder der Physikochemikerin Erika Cremer und des Elektrotechnikers und Akustikers Lothar Cremer, sowie der Vater des Physikers Christoph Cremer, des Humangenetikers Thomas Cremer und des Wirtschaftswissenschaftlers Georg Cremer, Generalsekretär des Deutschen Caritasverbandes. Er war verheiratet mit Elisabeth Rahner.

## Bedeutung
Im Juli 1952 organisierte er die erste Konferenz über elektronische Computer in Deutschland an der RWTH Aachen, bei der der Astrophysiker Ludwig Biermann (Göttingen, wo als erste deutsche elektronische Rechenanlage die G1 seines Mitarbeiters Heinz Billing lief), Alwin Walther, Konrad Zuse, Joachim Weyl (der über die Entwicklung in den USA berichtete) und Hans Bückner (Analogrechner, Firma Schoppe und Faeser in Minden) Vorträge hielten. Teilnehmer war auch Heinz Nixdorf, der damals bei RWE an Computern arbeitete, und sein Chef Josef Lücking. Auf Cremers Initiative hin wurde 1956/57 das erste Rechenzentrum heutigen Typs des Landes Nordrhein-Westfalen an der RWTH Aachen gegründet, dessen Leitung er bis 1965 innehatte. 1958 setzte sich Cremer für die Beschaffung der Z 22 der Zuse KG ein. Die Z 22 war der erste serienmäßig hergestellte Röhrenrechner und das siebte Modell, das Konrad Zuse konstruierte. Die Anlage war bis Ende 1966 in Betrieb und stand anschließend im ehemaligen Computermuseum der RWTH Aachen.

## Akademischer Werdegang
Professor Cremer schloss 1927 seine Studien in Mathematik, Physik und Chemie mit der Promotion bei Ludwig Bieberbach an der Universität Berlin ab. Nach wechselnder Tätigkeit als Assistent in Münster und Leipzig habilitierte er sich 1931 an der Universität zu Köln. Hier wurde er auch 1938 zum außerordentlichen Professor ernannt. 1940 erhielt er einen Ruf als ordentlicher Professor an die Technische Hochschule Breslau, wo er bis Kriegsende blieb.
1946 kam er im Rahmen eines Lehrauftrages an die RWTH Aachen. 1949 wurde er unter Ernennung zum ordentlichen Professor auf den Lehrstuhl für Mathematik berufen und zum Direktor des Mathematischen Instituts ernannt.
Cremer forschte schwerpunktmäßig auf dem Gebiet der Funktionentheorie, insbesondere zur von Pierre Fatou und Gaston Julia in den Jahren 1918/19 begründeten Iterationstheorie rationaler Funktionen. Im Jahre 1925 verfasste Cremer einen Übersichtsartikel über die Fatou-Juliasche Theorie. Bei seinen eigenen Ergebnissen zum Thema sind vor allem seine Beiträge zum Zentrumsproblem zu nennen. Die von ihm als „Nichtzentren“ bezeichneten Punkte werden heute zu seinen Ehren Cremer-Punkte genannt.
Weitere wichtige Arbeiten wurden von ihm den Gebieten der Theoretischen Akustik und Stabilitätstheorie der Regelungstechnik gewidmet und er befasste sich mit Schiffs-Hydrodynamik und Strömungsproblemen bei Windkanälen. Im Bereich der Lehre sind vor allem seine Vorlesungen über elektronische Rechenanlagen und seine Programmierkurse zu erwähnen. Das erste Rechenmaschinen-Kolloquium auf deutschem Boden fand auf seine Initiative und unter seiner Leitung im Jahre 1952 in Aachen statt.

## Schriften
- mit Franz Kolberg: Zur Stabilitätsprüfung von Regelungssystemen mittels Zweiortskurvenverfahren. Forschungsberichte des Landes Nordrhein-Westfalen, Vieweg/Teubner 1964
- mit Franz Kolberg: Zur Theorie der Bewegung eines Schiffes bei begrenzten Fahrwasserverhältnissen. Forschungsberichte des Landes Nordrhein-Westfalen, Vieweg/Teubner 1966
- mit Franz Kolberg: Der Strömungseinfluß auf den Wellenwiderstand von Schiffen. Forschungsberichte des Landes Nordrhein-Westfalen, Westdeutscher Verlag 1964
- mit Friedrich Heinz Effertz, Karl Hermann Breuer: Zur Synthese zweipoliger elektrischer Netzwerke mit vorgeschriebenen Frequenzcharakteristiken. Forschungsberichte des Landes Nordrhein-Westfalen, Opladen, Westdeutscher Verlag 1964
- mit Friedrich Heinz Effertz, Wilhelm Meuffels: Über Realisierbarkeitskriterien für die Synthese zweipoliger elektrischer Netzwerke mit vorgeschriebener Frequenzabhängigkeit. Forschungsberichte des Landes Nordrhein-Westfalen, Opladen, Westdeutscher Verlag 19643
- Carmina mathematica und andere poetische Jugendsünden. 3. Auflage. Mayer, Aachen 1965
- mit Georg Schmitz: Geschwindigkeitskorrekturen in Windkanälen mit geschlossener und offener Messstrecke bei kompressibler Unterschallströmung. Forschungsberichte des Landes Nordrhein-Westfalen, Westdeutscher Verlag, 1961
- Herausgeber: Probleme der Entwicklung programmgesteuerter Rechengeräte und Integrieranlagen. Vorträge des Kolloquiums über Programmgesteuerte Rechengeräte und Integrieranlagen im Juli 1952 an der Rheinisch-Westfälischen Technischen Hochschule Aachen, Mathematisches Institut C, RWTH Aachen 1953
- Zum Zentrumproblem. In: Mathematische Annalen, Band 98, 1927, S. 151–163 (Dissertation)

In seinen Carmina mathematica (auf Deutsch) versuchte Cremer mathematische Einsichten in heiterer Versform zu vermitteln.